# 바스테나시

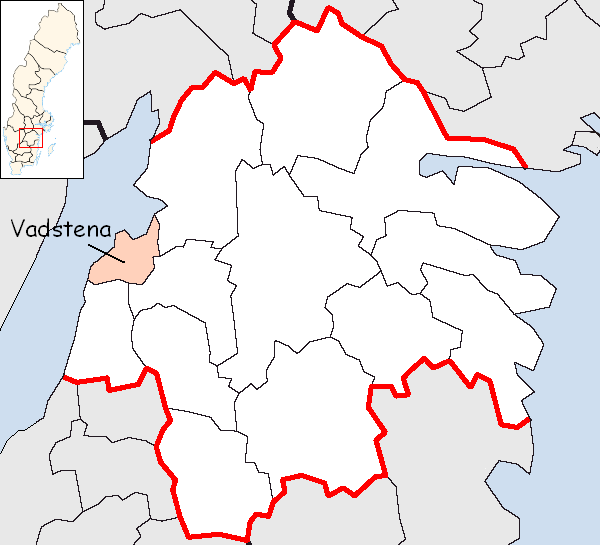
바스테나 시의 위치

바스테나시(스웨덴어: Vadstena kommun)는 스웨덴 외스테르예틀란드주에 위치한 지방 자치체로 행정 중심지는 바스테나이며 면적은 413.259725km2, 인구는 7,348명(2016년 12월 31일 기준), 인구 밀도는 18명/km2이다.

시 문장